# إسكندر حميدوف
إسكندر حميدوف (1948 - 2020)، هو سياسي من أذربيجان شغل منصب وزير الداخلية في حكومة أذربيجان في الفترة بين 26 ماي 1992 و16 أبريل 1993.